# Jewell Junction
Jewell Junction és una població dels Estats Units a l'estat d'Iowa. Segons el cens del 2000 tenia 1.239 habitants.

## Demografia
Segons el cens del 2000, Jewell Junction tenia 1.239 habitants, 475 habitatges, i 341 famílies. La densitat de població era de 123,3 habitants/km².
Dels 475 habitatges en un 37,5% hi vivien nens de menys de 18 anys, en un 62,9% hi vivien parelles casades, en un 4,8% dones solteres, i en un 28,2% no eren unitats familiars. En el 24% dels habitatges hi vivien persones soles el 12,6% de les quals corresponia a persones de 65 anys o més que vivien soles. El nombre mitjà de persones vivint en cada habitatge era de 2,58 i el nombre mitjà de persones que vivien en cada família era de 3,09.
Per edats la població es repartia de la següent manera: un 29,4% tenia menys de 18 anys, un 5% entre 18 i 24, un 30,5% entre 25 i 44, un 20,8% de 45 a 60 i un 14,3% 65 anys o més.
L'edat mediana era de 36 anys. Per cada 100 dones de 18 o més anys hi havia 97,1 homes.
La renda mediana per habitatge era de 42.614 $ i la renda mediana per família de 50.139 $. Els homes tenien una renda mediana de 32.042 $ mentre que les dones 25.323 $. La renda per capita de la població era de 18.780 $. Entorn de l'1,4% de les famílies i el 4,4% de la població estaven per davall del llindar de pobresa.

## Poblacions més properes
El següent diagrama mostra les poblacions més properes.